# Amica (Oper)
Amica ist eine tragische Oper in zwei Akten von Pietro Mascagni, die 1905 im Opéra de Monaco uraufgeführt wurde. Das Libretto verfasste Paul de Choudens unter dem Pseudonym Paul Bérel. Das Werk ist die einzige Oper Mascagnis in französischer Sprache. Die Übersetzung ins Italienische besorgte Giovanni Targioni-Tozzetti. Thema der Oper ist die Dreiecksbeziehung zweier Brüder und einer Frau, welche die Gefühle des einen Bruders erwidert, jedoch dem anderen Bruder versprochen ist. Das Thema der brüderlichen Liebe, die im Widerstreit mit der Liebe zu einer Frau steht, ist ein bekanntes literarisches Motiv, z. B. in Schillers Braut von Messina oder – lange nach  Amica – in Borges’ La Intrusa. Dennoch hat die Oper keine direkte literarische Vorlage.
Amica ist trotz des Sujets der „einfachen Leute“ und des drastischen Ausgangs keine Oper des Verismo, denn im Zentrum der tragischen Handlung stehen Familienbeziehungen und zum Scheitern verurteilte romantische Hoffnungen, nicht Gewalt und „Verbrechen aus Leidenschaft“. Musikalisch steht die Oper mit Leitmotivtechnik und der Einheit von Dramaturgie und musikalischer Entwicklung Wagner nahe, auf den sich Mascagni bewusst bezog. Das Motiv der Freiheit und der Berge aus Amica ist offensichtlich von Wagners Walküren-Thema abgeleitet.
Amica war nie ein großer Erfolg und wird heute fast nicht mehr gespielt, ein Schicksal, das Amica mit allen anderen Bühnenwerken Mascagnis mit der großen Ausnahme von Cavalleria rusticana teilt. Der Mascagni-Biograph Roger Flury sieht in Amica den belebenden Geist von Massenet und Catalani; die Oper enthalte einige der inspiriertesten Kompositionen Mascagnis und sei von seinen vergessenen Opern „am ehesten einer Neubewertung würdig“.

## Handlung

### Erster Akt
Ein Gutshof im gebirgigen Hochsavoyen
Camoine, der reiche Gutsherr, hat seine Nichte Amica wie seine eigene Tochter aufgezogen. Dazu hat er noch zwei verwaiste Brüder in sein Haus aufgenommen: Rinaldo und Giorgio. Nachdem Camoine den rebellischen und gewalttätigen Rinaldo vom Hof geworfen hat, geht dieser in die Berge und lebt dort als Schäfer. Der folgsame Giorgio bleibt auf dem Gut.
Um nicht mehr für Amica verantwortlich zu sein und um dem Wunsch seiner Geliebten Maddalena zu entsprechen, will Camoine nun Amica mit Giorgio verheiraten. Giorgio ist seit Jahren heimlich in Amica verliebt. Amica, die Rinaldo liebt, protestiert umsonst. Verzweifelt ruft sie Rinaldo herbei und verrät ihm, dass sie gezwungen werden solle, einen anderen Mann zu heiraten. Wer dieser andere Mann ist, verrät sie Rinaldio nicht. Zusammen fliehen sie in die Berge.

### Zweiter Akt
Ein Gebirgspass bei einem Wasserfall
Giorgio ist dem Paar in die Berge gefolgt und stellt Rinaldo zur Rede. Als er seinem Bruder sagt, dass er es sei, der Amica hätte heiraten sollen, fleht Rinaldo Amica an, zu Giorgio zurückzukehren. Seine Liebe für seinen Bruder ist größer als seine Liebe für Amica. Die will sich nicht von ihm trennen, doch Rinaldo wehrt sie ab und geht allein weiter. Die verzweifelte Amica läuft ihm hinterher und stürzt unter den Augen der Brüder in den Wasserfall.

## Entstehung und Rezeption
Seit der Uraufführung von Le maschere (1901) hatte Mascagni keine neue Oper mehr auf die Bühne bringen können. Die italienischen Opernhäuser befanden sich fest in der Hand von zwei Musikverlagen: Sonzogno und Ricordi, die nicht nur Herstellung und Rechte an den Noten kontrollierten, sondern auch bestimmten, welche Opern wo auf die Bühne gingen. Auch Erfolgskomponisten waren fest an ein Haus gebunden. Sonzogno hatte kein Interesse an einer neuen Mascagni-Oper, während Ricordi von ihm verlangte, das unvollendete Libretto Maria Antonietta von Luigi Illica zu vertonen. Nach drei Jahren Arbeit an dem Libretto zweifelte Mascagni, ob er die Oper je würde vollenden können. Der Stoff – rein politisch-historisch und ohne zentralen Liebeskonflikt – passte nicht zu Mascagnis Stil. Um aus dieser Blockade auszubrechen, akzeptierte Mascagni 1904 ein überaus großzügiges Angebot des französischen Verlegers und Librettisten Paul de Choudens: Für die Vertonung von dessen Amica-Libretto sollte Mascagni statt der üblichen 30 % bis 40 % der Verlagseinkünfte für Notenverleih und Aufführungsrechte erstaunliche 75 % für Aufführungen in Italien und 50 % für Aufführungen andernorts erhalten. Dazu kamen ein Bonus von 20.000 Lire bei Unterschrift und 40.000 Lire bei Ablieferung. Mascagni sagte zu, auch wenn ihn dieser „Verrat“ die Beziehung zu Ricordi kostete.

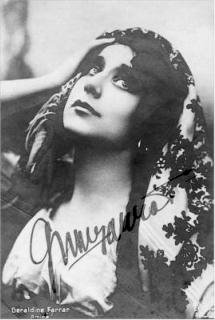
Autogrammkarte von Geraldine Farrar in ihrer Titelrolle in Amica (1905)

Mascagni erhielt das Libretto im Mai 1904 und begann Anfang Juni mit der Komposition, die im Oktober zu großen Teilen abgeschlossen war. Sein vertrauter Mitarbeiter Guido Menasci schrieb zwei kritische Teile des Librettos um. Im November 1904 schloss Mascagni die Komposition mit dem Intermezzo ab und orchestrierte die Oper bis Ende Januar 1905. Mascagni führte bei der Premiere am 16. März 1905 in Monte Carlo selbst den Taktstock, die Hauptrollen waren mit Stars besetzt: Geraldine Farrar als Amica, Charles Rousselière als Giorgio und Maurice Renaud als Renaldo. Der Abend war ein großer Triumph, jedoch war der italienischen Premiere in Rom am 13. Mai 1905 weniger Erfolg beschieden.
Die Oper wurde nie ein fester Teil des Repertoires und wird heute nur noch selten gespielt.